# Luís Carlos Vasconcelos da Silva
Luís Carlos Vasconcelos da Silva (São Gonçalo, 17 de novembro de 1936) é um ex-futebolista brasileiro que atuava como atacante. É um dos 30 maiores artilheiros da história do Flamengo.